# Tokonoma seiza musume
„Tokonoma seiza musume” (jap. 床の間正座娘) – dwudziesty singel japońskiego zespołu NMB48, wydany w Japonii 20 lutego 2019 roku przez laugh out loud records.
Singel został wydany w pięciu edycjach: czterech CD+DVD (Type A, Type B, Type C, Type D) oraz „teatralnej” (CD). Osiągnął 1 pozycję w rankingu Oricon i pozostał na liście przez 22 tygodnie. Singel zdobył status platynowej płyty.

## Lista utworów
Wszystkie utwory zostały napisane przez Yasushiego Akimoto.

### Type A
| CD | CD                                                           | CD              | CD        | CD      |
| Nr | Tytuł utworu                                                 | Kompozycja      | Aranżacja | Długość |
| -- | ------------------------------------------------------------ | --------------- | --------- | ------- |
| 1. | „Tokonoma seiza musume” (jap. 床の間正座娘)                  | Satoshi Ikezawa | APAZZI    |         |
| 2. | „Amai mōsō” (jap. 甘い妄想) (wyk. Queentet)                  | Aoi Yamazaki    | APAZZI    |         |
| 3. | „Yakebokkui” (jap. 焼け木杭) (wyk. Team N)                   | BASEMINT        | BASEMINT  |         |
| 4. | „Tokonoma seiza musume” (jap. 床の間正座娘) (off vocal ver.) | Satoshi Ikezawa | APAZZI    |         |
| 5. | „Amai mōsō” (jap. 甘い妄想) (off vocal ver.)                 | Aoi Yamazaki    | APAZZI    |         |
| 6. | „Yakebokkui” (jap. 焼け木杭) (off vocal ver.)                | BASEMINT        | BASEMINT  |         |

| DVD | DVD                                                                       | DVD     |
| Nr  | Tytuł utworu                                                              | Długość |
| --- | ------------------------------------------------------------------------- | ------- |
| 1.  | „Tokonoma seiza musume” (jap. 床の間正座娘) (Music Video)                 |         |
| 2.  | „Tokonoma seiza musume” (jap. 床の間正座娘) (Music Video Dancing Version) |         |
| 3.  | „Tokonoma seiza musume” (jap. 床の間正座娘) (Music Video Making)          |         |
| 4.  | „Yakebokkui” (jap. 焼け木杭) (Music Video)                                |         |
| 5.  | „Yakebokkui” (jap. 焼け木杭) (Music Video Making)                         |         |

### Type B
| CD | CD                                                           | CD              | CD              | CD      |
| Nr | Tytuł utworu                                                 | Kompozycja      | Aranżacja       | Długość |
| -- | ------------------------------------------------------------ | --------------- | --------------- | ------- |
| 1. | „Tokonoma seiza musume” (jap. 床の間正座娘)                  | Satoshi Ikezawa | APAZZI          |         |
| 2. | „Amai mōsō” (jap. 甘い妄想) (wyk. Queentet)                  | Aoi Yamazaki    | APAZZI          |         |
| 3. | „Usowotsuku riyū” (jap. 嘘をつく理由) (wyk. Team M)          | Melon Kinoshita | Melon Kinoshita |         |
| 4. | „Tokonoma seiza musume” (jap. 床の間正座娘) (off vocal ver.) | Satoshi Ikezawa | APAZZI          |         |
| 5. | „Amai mōsō” (jap. 甘い妄想) (off vocal ver.)                 | Aoi Yamazaki    | APAZZI          |         |
| 6. | „Usowotsuku riyū” (jap. 嘘をつく理由) (off vocal ver.)       | Melon Kinoshita | Melon Kinoshita |         |

| DVD | DVD                                                                       | DVD     |
| Nr  | Tytuł utworu                                                              | Długość |
| --- | ------------------------------------------------------------------------- | ------- |
| 1.  | „Tokonoma seiza musume” (jap. 床の間正座娘) (Music Video)                 |         |
| 2.  | „Tokonoma seiza musume” (jap. 床の間正座娘) (Music Video Dancing Version) |         |
| 3.  | „Tokonoma seiza musume” (jap. 床の間正座娘) (Music Video Making)          |         |
| 4.  | „Usowotsuku riyū” (jap. 嘘をつく理由) (Music Video)                       |         |
| 5.  | „Usowotsuku riyū” (jap. 嘘をつく理由) (Music Video Making)                |         |

### Type C
| CD | CD                                                           | CD              | CD                   | CD      |
| Nr | Tytuł utworu                                                 | Kompozycja      | Aranżacja            | Długość |
| -- | ------------------------------------------------------------ | --------------- | -------------------- | ------- |
| 1. | „Tokonoma seiza musume” (jap. 床の間正座娘)                  | Satoshi Ikezawa | APAZZI               |         |
| 2. | „Amai mōsō” (jap. 甘い妄想) (wyk. Queentet)                  | Aoi Yamazaki    | APAZZI               |         |
| 3. | „Update” (jap. アップデート) (wyk. Team BII)                 | Shin'ichi Aoki  | Yūichi "Masa" Nonaka |         |
| 4. | „Tokonoma seiza musume” (jap. 床の間正座娘) (off vocal ver.) | Satoshi Ikezawa | APAZZI               |         |
| 5. | „Amai mōsō” (jap. 甘い妄想) (off vocal ver.)                 | Aoi Yamazaki    | APAZZI               |         |
| 6. | „Update” (jap. アップデート) (off vocal ver.)                | Shin'ichi Aoki  | Yūichi "Masa" Nonaka |         |

| DVD | DVD                                                                       | DVD     |
| Nr  | Tytuł utworu                                                              | Długość |
| --- | ------------------------------------------------------------------------- | ------- |
| 1.  | „Tokonoma seiza musume” (jap. 床の間正座娘) (Music Video)                 |         |
| 2.  | „Tokonoma seiza musume” (jap. 床の間正座娘) (Music Video Dancing Version) |         |
| 3.  | „Tokonoma seiza musume” (jap. 床の間正座娘) (Music Video Making)          |         |
| 4.  | „Update” (jap. アップデート) (Music Video)                                |         |
| 5.  | „Update” (jap. アップデート) (Music Video Making)                         |         |

### Type D
| CD | CD | CD                               | CD                               | CD      |
| Nr | Tytuł utworu | Kompozycja                       | Aranżacja                        | Długość |
| -- | --- | -------------------------------- | -------------------------------- | ------- |
| 1. | „Tokonoma seiza musume” (jap. 床の間正座娘) | Satoshi Ikezawa                  | APAZZI                           |         |
| 2. | „Amai mōsō” (jap. 甘い妄想) (wyk. Queentet) | Aoi Yamazaki                     | APAZZI                           |         |
| 3. | „Pink iro no sekai” (jap. ピンク色の世界) (wyk. Miru Shiroma, Yūri Ōta, Akari Yoshida, Nagisa Shibuya, Sae Murase, Ayaka Yamamoto, Cocona Umeyama, Rei Jōnishi) | Naoyuki Honzawa, Tomoyuki Tajiri | Naoyuki Honzawa, Tomoyuki Tajiri |         |
| 4. | „Tokonoma seiza musume” (jap. 床の間正座娘) (off vocal ver.) | Satoshi Ikezawa                  | APAZZI                           |         |
| 5. | „Amai mōsō” (jap. 甘い妄想) (off vocal ver.) | Aoi Yamazaki                     | APAZZI                           |         |
| 6. | „Pink iro no sekai” (jap. ピンク色の世界) (off vocal ver.) | Naoyuki Honzawa, Tomoyuki Tajiri | Naoyuki Honzawa, Tomoyuki Tajiri |         |

| DVD | DVD                                                                       | DVD     |
| Nr  | Tytuł utworu                                                              | Długość |
| --- | ------------------------------------------------------------------------- | ------- |
| 1.  | „Tokonoma seiza musume” (jap. 床の間正座娘) (Music Video)                 |         |
| 2.  | „Tokonoma seiza musume” (jap. 床の間正座娘) (Music Video Dancing Version) |         |
| 3.  | „Tokonoma seiza musume” (jap. 床の間正座娘) (Music Video Making)          |         |
| 4.  | „Pink iro no sekai” (jap. ピンク色の世界) (Music Video)                   |         |
| 5.  | „Pink iro no sekai” (jap. ピンク色の世界) (Music Video Making)            |         |

### Wer. teatralna
| CD | CD                                                           | CD              | CD              | CD      |
| Nr | Tytuł utworu                                                 | Kompozycja      | Aranżacja       | Długość |
| -- | ------------------------------------------------------------ | --------------- | --------------- | ------- |
| 1. | „Tokonoma seiza musume” (jap. 床の間正座娘)                  | Satoshi Ikezawa | APAZZI          |         |
| 2. | „Amai mōsō” (jap. 甘い妄想) (wyk. Queentet)                  | Aoi Yamazaki    | APAZZI          |         |
| 3. | „2-banme no Door” (jap. ２番目のドア)                        | Yūki Yamashita  | Makoto Wakatabe |         |
| 4. | „Tokonoma seiza musume” (jap. 床の間正座娘) (off vocal ver.) | Satoshi Ikezawa | APAZZI          |         |
| 5. | „Amai mōsō” (jap. 甘い妄想) (off vocal ver.)                 | Aoi Yamazaki    | APAZZI          |         |
| 6. | „2-banme no Door” (jap. ２番目のドア) (off vocal ver.)       | Yūki Yamashita  | Makoto Wakatabe |         |

## Skład zespołu
| „Tokonoma seiza musume” |
| --- |
| - Team N: Yūri Ōta, Chihiro Kawakami, Airi Tanigawa, Sae Murase, Akari Yoshida - Team M: Momoka Iwata, Rena Kawakami, Miru Shiroma (środek), Nagisa Shibuya, Yasuda Momone - Team BII: Cocona Umeyama, Yūka Katō, Karin Kojima, Kokoro Naiki, Eriko Jō, Rei Jōnishi, Keito Shiotsuki, Ayaka Yamamoto, Mikana Yamamoto - Kenkyūsei: Haasa Minami |

| „Amai mōsō”                                                            |
| ---------------------------------------------------------------------- |
| - Team N: Yūri Ōta, Sae Murase, Akari Yoshida - Team M: Nagisa Shibuya |

| „Yakebokkui” |
| --- |
| - Team N: Yūmi Ishida, Kanae Iso, Mai Ōdan, Yūri Ōta (środek), Chihiro Kawakami, Nanaho Kawano, Rurina Nishizawa, Rika Shimizu, Sara Takei, Airi Tanigawa, Sae Murase, Ayaka Morita, Akari Yoshida |

| „Usowotsuku riyū” |
| --- |
| - Team M: Natsuko Akashi, Akari Ishizuka, Anna Ijiri, Momoka Iwata, Mizuki Uno, Rena Kawakami, Narumi Koga, Rina Kushiro, Shion Hori, Nagisa Shibuya, Miru Shiroma (środek), Shiori Mizuta, Momone Yasuda, Rina Yamao |

| „Update” |
| --- |
| - Team BII: Yuki Azuma, Cocona Umeyama, Yūka Katō, Karin Kojima, Kokoro Naiki, Yuzuha Hongō, Eriko Jō, Rei Jōnishi, Mion Nakagawa, Keito Shiotsuki, Suzu Yamada, Ayaka Yamamoto (środek), Mikana Yamamoto |

| „Pink iro no sekai” |
| --- |
| - Team N: Yūri Ōta, Sae Murase, Akari Yoshida - Team M: Nagisa Shibuya, Miru Shiroma (środek) - Team BII: Cocona Umeyama, Rei Jōnishi, Ayaka Yamamoto |

| „2-banme no Door” |
| --- |
| Piosenka została wykonana przez wszystkie członkinie NMB48 w momencie premiery. - Team N: Yūmi Ishida, Kanae Iso, Mai Ōdan, Yūri Ōta, Chihiro Kawakami, Nanaho Kawano, Rurina Nishizawa, Rika Shimizu, Sara Takei, Airi Tanigawa, Sae Murase, Ayaka Morita, Akari Yoshida - Team M: Natsuko Akashi, Akari Ishizuka, Anna Ijiri, Momoka Iwata, Mizuki Uno, Rena Kawakami, Narumi Koga, Rina Kushiro, Shion Hori, Nagisa Shibuya, Miru Shiroma, Shiori Mizuta, Momone Yasuda, Rina Yamao - Team BII: Yuki Azuma, Cocona Umeyama, Yūka Katō, Karin Kojima, Kokoro Naiki, Yuzuha Hongō, Eriko Jō, Rei Jōnishi, Mion Nakagawa, Keito Shiotsuki, Suzu Yamada, Ayaka Yamamoto, Mikana Yamamoto - Kenkyūsei: Wakana Abe, Ayano Izumi, Yui Odan, Rena Okamoto, Yūka Ogawa, Ai Osawa, Riona Ōta, Mana Kitamura, Rina Kobayashi, Nami Sakamoto, Haruka Sadano, Ami Satō, Nao Shinzawa, Marin Shobu, Kotone Sugiura, Yuina Deguchi, Mirai Nakano, Hinata Namba, Karen Hara, Momoka Horinouchi, Reiko Maeda, Maria Mizobuchi, Haasa Minami, Yuria Miyake, Amiru Yamasaki, Sumire Yokono |

## Notowania
| Lista                             | Pozycja |
| --------------------------------- | ------- |
| Oricon Weekly Singles Chart       | 1       |
| Oricon Yearly Singles Chart       | 16      |
| Billboard Japan Hot 100           | 1       |
| Billboard Japan Top Singles Sales | 1       |

## Sprzedaż
| Dane wg         | Sprzedaż |
| --------------- | -------- |
| Oricon          | 339 477  |
| Billboard Japan | 407 434+ |